# 秀芬蔡伯介
秀芬蔡伯介（学名：Triebelina shoufinnae）为土菱介科蔡伯介屬下的一个种。